# Sąd Rejonowy w Bartoszycach

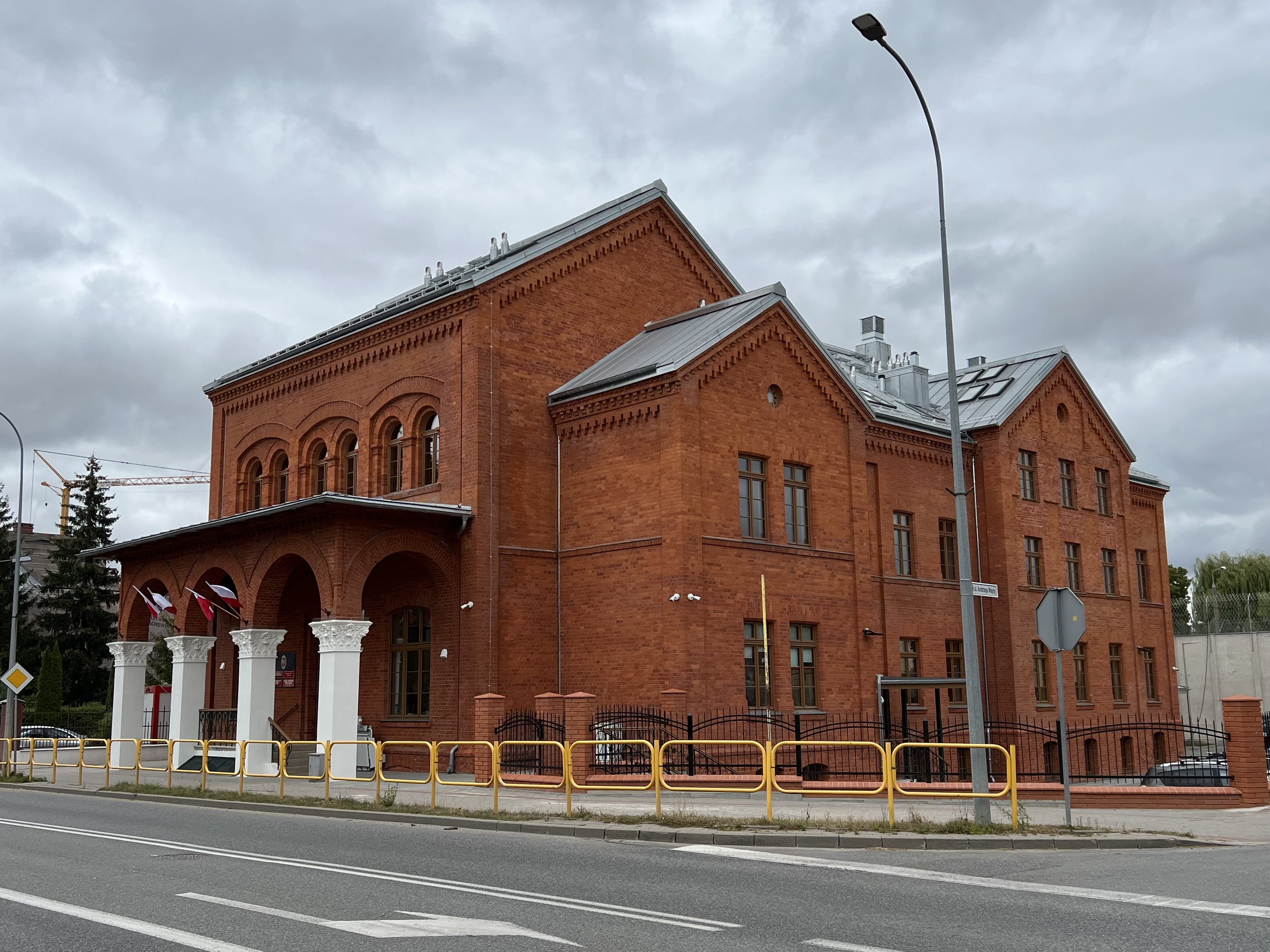
Gerichtsgebäude

Das Sąd Rejonowy w Bartoszycach (1950–1975: Sąd Powiatowy w Bartoszycach) ist ein Gericht der ordentlichen Gerichtsbarkeit mit Sitz in Bartoszyce (deutsch: Bartenstein) in der polnischen Woiwodschaft Ermland-Masuren.

## Geschichte
Bis 1945 bestand in Bartenstein das Amtsgericht Bartenstein sowie das Landgericht Bartenstein. Nach der Vertreibung der Deutschen wurde der Gerichtssprengel unter polnische Verwaltung gestellt, die ein Gericht für das Powiat Bartoszycki einrichtete. 1975 wurden diese Powiatsgerichte in Kreisgerichte (sądy rejonowe) umbenannt. Im Instanzenzug ist das Bezirksgericht in Allenstein, Sąd Okręgowy w Olsztynie und dann das Appellationsgericht in Białystok, Sąd Apelacyjny w Białymstoku übergeordnet.

## Gerichtsgebäude
Das Gericht hat seinen Sitz in der ul. Warszawska 7 in Bartenstein. Es wurde 1881 bis 1887 als Gerichtsgebäude mit Gefängnis erbaut und steht unter Denkmalschutz.